# Nicolas Thomasson
Nicolas Thomasson (28 juli 1992) is een Frans wielrenner.

## Carrière
In 2016 behaalde Thomasson zijn eerste UCI-zege toen hij een etappe won in de Ronde van Guadeloupe. Door zijn overwinning steeg hij naar de tweede plaats in het algemeen klassement. Die positie wist hij niet vast te houden: na de laatste etappe stond hij op de elfde plaats in het eindklassement. Een jaar later won Thomasson wederom een etappe in het Franse overzeese departement: in de vijfde etappe kwam hij één seconde voor Yudai Arashiro over de finish.

## Overwinningen
2016
2e etappe deel A Ronde van Guadeloupe
2017
5e etappe Ronde van Guadeloupe
2019
7e etappe Ronde van Guadeloupe